# 賈德森·米爾斯
賈德森·米爾斯（Judson (J The Kid) Mills，1969年5月10日—）是美國的一位演員。在1991年至1993年，他曾經出演過肥皂劇地球照轉的Alexander "Hutch" Hutchinson角色。他也參加過X檔案等電視劇的演出。